# Pontus Hultén
Pontus Hultén, nome completo Karl Gunnar Vougt Pontus Hultén (Svezia, 21 giugno 1924 – 26 ottobre 2006), è stato uno storico dell'arte e direttore di museo svedese.
Pontus Hultén è considerato una delle più importanti figure nel campo dei musei. Dopo aver diretto con successo il Moderna Museet di Stoccolma è stato invitato a partecipare alla creazione del Centre Georges Pompidou a Parigi, di cui è stato il primo direttore dal 1974 al 1981.

## Attività
Negli anni 50 inizia a curare delle mostre presso una piccolissima galleria di Stoccolma, The Collector.
Nel 1953 organizza a Parigi una mostra di arte svedese presso la galleria Denise Renè, uno degli spazi più vivaci dell'epoca, dove fervono dibattiti artistici e politici; la galleria Renè espone sia opere d'avanguardia che opere di Pablo Picasso e Max Ernst. L'altra importante galleria parigina di allora è la galleria Amaud.
Nel 1960 organizza una mostra su Marcel Duchamp presso una libreria. Duchamp lo colpisce per la sua concezione di arte retinica, fatta solo per gli occhi e non per la mente. All'epoca Duchamp non era conosciuto dal grande pubblico, e secondo Pontius Hultén erano in molti gli artisti interessati affinché restasse sconosciuto, in modo da poterlo copiare senza essere scoperti.

### Primo direttore del Moderna Museet di Stoccolma e le mostre di arte svedese
A Stoccolma è il primo direttore del Moderna Museet dal 1958 al 1973, una delle istituzioni più vivaci nell'arte contemporanea. La scena svedese degli anni 60 era molto aperta. La grande star era Öyvind Fahlström. Hulten dedica tre esposizioni all'arte svedese, due a Parigi e una a New York. A Stoccolma realizza spazi intermedi dove combina diverse forme d'arte: danza, teatro, cinema, pittura. Hulten è in particolare interessato a valorizzare l'aspetto multidisciplinare dell'attività di molti artisti. In questa direzione lo influenza il suo amico regista Peter Weiss.
Al Moderna Museet ogni sera organizza qualcosa di diverso, dando la possibilità di esibirsi anche ad artisti e attori molto sperimentali. Secondo Pontus Hultén il primo compito di un direttore di museo, infatti, è crearsi un pubblico che abbia fiducia dell'istituzione. La fiducia non deve essere verso il curatore attuale, ma nei confronti dell'istituzione stessa, ed è fondamentale quando si vogliono presentare artisti sconosciuti. Hulten realizza un numero impressionante di mostre pur disponendo di un budget limitato.
Una delle sue mostre più famose a Stoccolma è quella dove suggerisce e commissiona a Niki de Saint Phalle e Jean Tinguely, la costruzione di una struttura di forma femminile, la HON, distesa sulla schiena, dalla quale si accede passando per il suo sesso. La scultura è lunga 28 metri e alta 9. Nel seno destro, c'è un bar; nel seno sinistro, un planetario che proietta la via lattea; nel cuore un uomo meccanico guarda la TV; nel braccio un cinema che proietta un film di Greta Garbo.
Nel 1962 organizza una delle prime rassegne sulla Pop art americana con artisti quali Jasper Johns e Robert Rauschenberg per il Moderna Museet. Nel 1964 ne organizza un'altra con la seconda generazione pop (con artisti quali Oldenburg, Andy Warhol,Segal...)

### Direttore del Centre Pompidou di Parigi
Nel 1973 Pontus Hultén lascia Stoccolma per Parigi, dove nel 1977 fonda e dirige il Centre Pompidou Beaubourg. Qui stabilisce un programma per i sette anni successivi, e organizza mostre su larga scala per occuparsi dello scambio artistico e culturale attraverso le capitali europee, e dove vengono esposti non solo opere d'arte, ma anche film, poster e ricostruzioni di spazi espositivi (come il salotto di Gertrude Stein). Si tratta della trilogia "Paris-New York" "Paris-Berlin" "Paris-Moscow" e infine "Paris-Paris".
"Paris New York 1908-1968" è un'esposizione del 1977 che si apre con la ricostruzione del salotto di Gertrude Stein, dello studio di Piet Mondrian e della galleria di Peggy Guggenheim per concludersi con la Pop art. "Paris Berlin 1900-1933" è una mostra del 1978 che presenta una panoramica della vita culturale nella Repubblica di Weimar, realizzata esponendo arte, design, musica, cinema. "Paris Moscow 1900-1930" presenta nel 1979 opere di artisti francesi che esponevano a Mosca durante la Rivoluzione d'ottobre, ma anche Costruttivismo e Realismo socialista. "Paris Paris 1937-1957" è una mostra del 1981.

### Le mostre negli Stati Uniti e la creazione del MOCA - Museum of Contemporary Art di Los Angeles
A New York è nel 1959, per impartire un corso intensivo di arte contemporanea all'ingegnere elettronico Billy Kluver. Al tempo gli artisti sentono il bisogno della tecnologia e per questo Billy Kluver fonda l'EAT (Experiments in Art and Technology) insieme a Rauschenberg, un progetto che non viene poi realizzato.
Nel 1968 cura una mostra per il MOMA: The machine, as seen at the end of the mechanical age (la macchina così come è vista alla fine dell'era meccanica). A New York la struttura museale è molto più accademica e conservatrice, perché i finanziamenti provengono da facoltosi donatori. Lo Stedelijk di Sandeberg ad Amsterdam  appare agli occhi di Pontus Hultén come uno spazio di più grande libertà.
Alfred Barr gli commissiona una mostra sull'arte cinetica e Hultén opta per una mostra più circoscritta sulla macchina. Al tempo l'era della macchina si avvia verso la sua fine. La mostra inizia così con schizzi delle macchine volanti di Leonardo Da Vinci e si conclude con Jean Tinguely con la sua famosa macchina che si autodistrugge dal titolo "Omaggio a New York". Questa secondo Pontus Hultén è l'ultima grande mostra del periodo d'oro del MOMA che racconta che al tempo il direttore è d'Harnoncourt e c'era Alfred Barr. E non si parlava mai di budget.
Nel 1980 lascia Parigi per Los Angeles, dove fonda il Museum of Contemporary Art di Los Angeles insieme ad altri artisti. I finanziamenti sono però molto limitati e decide di ritirarsi. Dopo tre anni ritorna in Europa.

### Il rientro in Europa
Nel 1984 è responsabile di Palazzo Grassi a Venezia, e dal 1996 dirige il Museo Tinguely a Basilea.
Nel 1985 fonda l'Istitute en art plastiques a Parigi, insieme a Daniel Burn, una scuola-laboratorio, un luogo di incontro frequentato da 20 studenti per anno che ricevono uno stipendio. La scuola chiude dopo 10 anni.
Nel 1990 fu al centro di un caso. Organizzò una mostra al Moderna Museet di Stoccolma su Andy Warhol facendo realizzare da alcuni falegnami di Lund delle scatole Brillo Box e facendole in seguito autenticare come opere dell'artista americano. Il fatto venne scoperto ma la morte del curatore impedì che venisse denunciato.

## Esposizioni principali
- "The first Show" (Moca)
- "The automobile and culture" (Moca)- storia delle automobili.
- "Poetry must be made by all!" (moderna museet)-- mostra politica
- "Transform the word!"—collega partiti rivoluzionari all'arte dell'avanguardia.
- "Utopians and visionaries 1871-1981"—una delle sezioni celebrava il centesimo anniversario della comune di Parigi.